# Ik was al binnen
Ik was al binnen is een single van de Nederlandse hiphopgroep Broederliefde met de eveneens Nederlandse rapper Frenna uit 2016. Het stond in hetzelfde jaar als tweede track op het album Hard Work Pays Off 2.

## Achtergrond
Ik was al binnen is geschreven door Francis Edusei, Emerson Akachar, Melvin Silberie, Javiensley Dams, Jerzy Miquel Rocha Livramento en Delano Ruitenbach en geproduceerd door Jimmy Huru. "Ik was al binnen" refereert naar het al in de nachtclub zijn. In het lied belt een meisje de liedverteller, om te vragen of zij door hem in de club kan worden gezet. De verteller zegt dat hij al binnen is en ze gewoon in de rij moet staan. De single heeft in Nederland de dubbel platina status.
Het was op Ik was al binnen de eerste keer dat Broederliefde en Frenna met elkaar samenwerkten. Zij herhaalden later de samenwerking op de nummers Miljonairs, Hoe je bent, Grijze wolken en Pray for me.

## Hitnoteringen
Het nummer was in Nederland een hit voor Broederliefde en Frenna. Het kwam tot de vijftiende positie in de Single Top 100 en tot de 27e plek van de Top 40.